# 카롤 시비에르체프스키

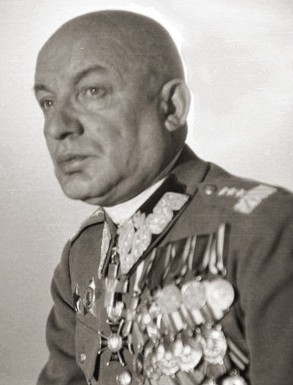

카롤 바츠와프 시비에르체프스키(Karol Wacław Świerczewski, 1897년 2월 10일 ~ 1947년 3월 28일)는 폴란드와 소련 붉은 군대의 군인이었다.
볼셰비키 당원으로서 러시아 내전중에는 붉은 군대에 속했다. 소비에트-폴란드 전쟁과 소련의 폴란드 침공중에는 소련 군인으로서 폴란드를 공격했다. 제2차 세계 대전이 끝난 뒤에는 폴란드 노동당과 폴란드 인민공화국 정부 수립을 주도했으며 국방 차관을 맡았다.
1947년 발리그로드 근교에서 차량 이동 중 매복한 우크라이나 반란군에 의해 사망했다. 사망한 이후에도 노동당의 프로파간다 선전 등에서 영웅으로 표현되었다.